# Jean-Guy Couture
Jean-Guy Couture (* 6. Mai 1929 in Saint-Jean-Baptiste; † 2. Januar 2022 in Chicoutimi) war  ein kanadischer Geistlicher und römisch-katholischer Bischof von Chicoutimi.

## Leben
Jean-Guy Couture besuchte das Petit Séminaire de Québec und studierte Theologie und Naturwissenschaften an der Universität Laval in Québec. Am 30. Mai 1953 empfing er die Priesterweihe für das Erzbistum Québec. Er war als Lehrer und Prokurator der Diözese tätig sowie 20 Jahre lang als Gefängnisseelsorger.
Papst Paul VI. ernannte ihn am 21. Juni 1975 zum Bischof von Hauterive. Der Erzbischof von Québec, Maurice Kardinal Roy, spendete ihm am 15. August desselben Jahres die Bischofsweihe; Mitkonsekratoren waren Erzbischof Guido Del Mestri, Apostolischer Pro-Nuntius in Kanada, und Gilles Ouellet PME, Erzbischof von Rimouski. Sein bischöfliches Motto lautete „Charité, Joie, Paix“ (Wohltätigkeit, Freude, Frieden).
Am 5. April 1979 wurde er zum Bischof von Chicoutimi ernannt und am 5. Juni desselben Jahres in das Amt eingeführt. Am 19. Juni 2004 nahm Johannes Paul II. seinen altersbedingten Rücktritt an.
Jean-Guy Couture starb im Januar 2022 im Alter von 92 Jahren.